# مارکوس رول

## زندگی‌نامه
مارکوس رول (به انگلیسی: Markus Ruhl) متولد ۲۲ فوریه ۱۹۷۲ در دارمشتات آلمان است. او بدنساز حرفه‌ای فدراسیون جهانی بدنسازی(IFBB) است که در سال ۱۹۹۶ جواز حضور در مسابقات حرفه ای‌ها را بدست آورد. رول در سن ۱۸ سالگی پس از مصدومیت از ناحیه زانو در رشته فوتبال زیر نظر پزشک رو به بدنسازی آورد. او در این مقطع از زندگی حدود ۵۵ کیلو وزن داشت و دور بازویش ۳۰ سانتی‌متر بود

## مارکوس رول درسن ۱۸ سالگی
۶ روز تمرین سخت در هفته پس از ۴ سال از او توده عضلانی ۱۰۰ کیلویی ساخت و باعث شد در سال ۱۹۹۴ به فکر بدنساز حرفه‌ای شدن بیفتد و اولین مسابقه خود را شرکت کند. در طول این مدت او به تعمیرات ماشین نیز پرداخت. به عقیده بسیاری از اهالی فن مارکوس رول از حجیم‌ترین بدن‌ها و همچنین پهن‌ترین شانه‌های تاریخ بدنسازی را داراست. همسر مارکوس رول سیمون رول نیز یک بدنساز حرفه‌ای است.

## سایز بدن
(سایزها در زمان اوج فعالیت اندازه‌گیری شده‌اند)
قد: ۱۷۷ سانتیمتر
1. وزن دوران حجم: ۱۴۰ کیلوگرم

وزن دوران کات و مسابقه: ۱۲۳ الی ۱۲۷ کیلوگرم
دور بازو: ۵۵ سانتیمتر
دور پا: ۸۰ سانتیمتر
دور کمر: ۹۶ سانتیمتر
دور سینه: ۱۴۸ سانتیمتر

## مقام‌ها
| مسابقات             | سال  | مقام    |
| ------------------- | ---- | ------- |
| مستر المپیا         | ۲۰۰۹ | مقام ۱۵ |
| نیویورک پرو         | ۲۰۰۹ | مقام ۳  |
| گرند پریکس اتریش    | ۲۰۰۶ | مقام ۳  |
| مستر المپیا         | ۲۰۰۶ | مقام ۸  |
| مستر المپیا         | ۲۰۰۵ | مقام ۱۵ |
| مستر المپیا         | ۲۰۰۴ | مقام ۵  |
| آرنولد کلاسیک       | ۲۰۰۳ | مقام ۳  |
| مستر المپیا         | ۲۰۰۲ | مقام ۸  |
| شب قهرمانان         | ۲۰۰۲ | مقام ۱  |
| تورنتو پرو کلاسیک   | ۲۰۰۲ | مقام ۲  |
| مستر المپیا         | ۲۰۰۱ | مقام ۱۴ |
| مستر المپیا         | ۲۰۰۰ | مقام ۷  |
| ورد کاپ جو ویدر     | ۲۰۰۰ | مقام ۵  |
| گرند پریکس انگلستان | ۲۰۰۰ | مقام ۵  |
| شب قهرمانان         | ۲۰۰۰ | مقام ۲  |
| تورنتو پرو          | ۲۰۰۰ | مقام ۱  |
| گرند پریکس انگلستان | ۱۹۹۹ | مقام ۷  |
| ورد کاپ جو ویدر     | ۱۹۹۹ | مقام ۷  |
| شب قهرمانان         | ۱۹۹۹ | مقام ۴  |